# Asa Briggs
Asa Briggs, Baron Briggs (geboren 7. Mai 1921 in Keighley; gestorben 15. März 2016 in Lewes) war ein britischer Historiker und Life Peer. Er galt als einer der angesehensten Historiker zur viktorianischen Ära. Insbesondere seine Trilogie Victorian People, Victorian Cities und Victorian Things vermittelte einen bleibenden Eindruck davon, wie britische Historiker im 20. Jahrhundert das 19. Jahrhundert betrachteten. 1976 wurde er Life Peer.

## Leben und Karriere
Briggs wurde 1921 in Keighley geboren, wo er die Grammar School besuchte. Am Sidney Sussex College der Cambridge University erreichte er 1941 den Grad eines Bachelor of Arts, an der University of London erreichte er 1941 den Grad eines BSc in Wirtschaftswissenschaften.
Von 1941 bis 1945 war Briggs in der Forschungseinrichtung des Intelligence Corps Bletchley Park tätig, wo er an der Entschlüsselung der Enigma beteiligt war.
Briggs war von 1978 bis 1994 Kanzler der Open University. 1976 bis 1991 war er Provost des Worcester College der University of Oxford.
Nach dem Krieg wurde er zum Fellow des Worcester College gewählt (1945–55) und wurde zum University Reader in jüngerer sozialer und wirtschaftlicher Geschichte (Recent Social and Economic History) ernannt (1950–55). Er war von 1953 bis 1955 Faculty Fellow des Nuffield College und von 1953 bis 1954 Mitglied des Institute for Advanced Study, Princeton Township, New Jersey.
Von 1955 bis 1961 war er Professor für Moderne Geschichte (Modern History) an der University of Leeds.
Von 1961 bis 1976 war er Geschichtsprofessor an der University of Sussex, während er gleichzeitig auch von 1961 bis 1965 Dean der School of Social Studies, von 1961 bis 1967 Pro Vice-Chancellor und von 1967 bis 1976 stellvertretender Kanzler (Vice-Chancellor) war. Am 4. Juni 2008 wurden die Arts 1 und 2 –Hörsäle der University of Sussex, entworfen von Basil Spence, ihm zu Ehren umbenannt.
Er wurde im Mai 1979 mit einem Ehrendoktortitel als Doktor der Universität geehrt. Er war seit 1968 Honorary Fellow des Sidney Sussex College, seit 1969 des Worcester College und seit 1977 beim St Catharine’s College.
Er hatte eine Gastprofessur am Gannett Center for Media Studies an der Columbia University in den späten 1980er Jahren und erneut am umbenannten Freedom Forum Media Studies Center von 1995 bis 1996.
Er schrieb einen fünfbändigen Text zur Geschichte des Rundfunks im Vereinigten Königreich, insbesondere zur Geschichte der BBC über den Zeitraum von 1922 bis 1974.
1987 wurde Briggs dazu eingeladen, Präsident der Brontë Society zu werden, einer literarischen Gesellschaft, die 1893 in Haworth gegründet wurde. Er leitete die Feierlichkeiten zum 100. Jubiläum 1993 und blieb bis 1996 im Amt.

## A Social History of the Media: From Gutenberg to the Internet
Briggs schrieb dieses Buch 2002 mit Peter Burke, wobei er die sozialen Auswirkungen der Medien erforschte. Ein besonderer Fokus ist die Initiierung von kulturellen Veränderungen durch die Druckmaschine oder deren Effekt als Katalysator für Wandel innerhalb der Gesellschaft. Die Autoren betonen, dass die Erfindung der Druckmaschine eine Auswirkung auf Berufe in europäischen Städten hatte. Als der Beruf des Druckers entstand, entstand auch eine neue soziale Gruppe. Auch wurden Stellen für Lektoren geschaffen, nachdem die Zahl der Buchhandlungen anstieg. Elizabeth Eisenstein argumentierte auch dahingehend, dass der Druck ein unterschätzter „Agent des Wandels“ war. Sie stellte fest, dass „Druck Wissen standardisierte und erhielt“, aber auch neue Ideen stimulierte, darunter die Kritik an Autorität und Gesellschaft, eine Vielfalt von Ideen und Stimmen zuließ.
Briggs und Burke diskutierten, dass sich fünf Arten von Lesen unterscheiden lassen: „kritisches Lesen, gefährliches Lesen, kreatives Lesen, extensives Lesen, privates Lesen“ (Briggs und Burke, 2002).

## Mitgliedschaft im House of Lords
Am 19. Juli 1976 wurde er zum Life Peer als Baron Briggs, of Lewes in the County of East Sussex ernannt. Seine Antrittsrede im House of Lords hielt er am 19. Februar 1979. Er saß dort als Crossbencher.
Als seine politischen Interessen nannte er auf der Webseite des Oberhauses Bildung und Sozialpolitik. Als Staaten von Interesse nannte er Frankreich, Portugal und die USA.
Von 1996 bis 2002 war er Vorsitzender des Eurydice Consultative Committee.
Er meldete sich 1979 zur Nurses, Midwives And Health Visitors Bill zu Wort. In den 1980er Jahren sprach er zu den Themen einer Rates Bill, einem Commons Amendment und einem Gesetzentwurf zur Bildungsreform (Education Reform Bill). In den 1990er Jahren (1996) meldete er sich zur British Nationality (Hong Kong) Bill zu Wort. Am 10. September 2004 meldete sich Briggs zum letzten Mal zu Wort, zum Thema des Dictionary of National Biography.
Im Zeitraum Ende der 1990er und Anfang der 2000er Jahre war Briggs sehr sporadisch anwesend. Ab der Sitzungsperiode 2006/2007 war er abwesend. Seit dem 21. Juni 2012 war er durch einen vom House of Lords vergebenen Leave of Absence beurlaubt.

## Weitere Ämter und Ehrungen
Briggs war von 1970 bis 1972 Vorsitzender (Chairman) des Committee on Nursing, des Advisory Board der Redundant Churches von 1983 bis 1988 und von 1988 bis 1993 war Briggs Vorsitzender des Commonwealth of Learning.
Von 1976 bis 1984 war er Vorsitzender (Chair) des European Institute of Education and Social Policy in Paris. Bei der United Nations University war Briggs von (1997 bis 1980?) stellvertretender Vorsitzender (Vice-chair).
1982 wurde er mit der Marconi Medal der French Academy of Architecture’s medal for formation and teaching ausgezeichnet. Er erhielt 1991 die Snow Medal. 2000 wurde Briggs mit dem Wolfson prize for history ausgezeichnet. Er war Liveryman der Worshipful Company of Spectacle Makers und Fellow der British Academy. 1970 wurde er in die American Academy of Arts and Sciences gewählt.

## Wirken in der Öffentlichkeit
Aus Anlass seines 80. Geburtstages wurden die Asa Briggs History Awards begründet.
Anlässlich seines 90. Geburtstags hielt er einen Vortrag und gab einen Empfang an der University of Sussex. Zur gleichen Zeit veröffentlichte er seine Memoiren, in denen er auch über seine Kriegserlebnisse berichtete.

## Familie
Briggs war seit 1955 mit Susan Anne Banwell verheiratet. Das Paar bekam zwei Söhne und zwei Töchter.

## Schriften (Auswahl)
- The Age of Improvement, 1783–1867, Harlow: Pearson, 1959, 2. Auflage 2000, ISBN 978-0-582-36959-7
- Victorian Cities, Penguin Books Ltd, 1968, ISBN 978-0-14-020944-0
- Victorian People, Penguin Books Ltd, 1970, ISBN 978-0-14-020684-5
- Victorian Things, Penguin Books Ltd, 1990, ISBN 978-0-14-012677-8
- Herausgeber mit Helmut Georg Koenigsberger History of Europe, Longman, Routledge 1987
- The History of Broadcasting in the United Kingdom, Volume I, Oxford University Press, 1995, ISBN 978-0-19-212926-0
- The Channel Islands, Occupation and Liberation 1940–1945, Batsford Books, 1995, ISBN 0-7134-7822-5
- Asa Briggs; Patricia Clavin: Modern Europe: 1789-1989. London: Longman, 1997
- A Social History of England, Penguin UK, 1999, ISBN 978-0-14-026954-3
- Asa Briggs; Patricia Clavin: Modern Europe, 1789 - present (2nd ed.). London: Pearson Longman, 2003
- Marx in London, An Illustrated Guide, Lawrence & Wishart, 2007, ISBN 978-1-905007-60-8
- History of Western Europe: 400-1914 (History of the World), Blackwell Publishers, 2015, ISBN 978-0-631-21449-6